# Betty Francisco
Betty Francisco (26 de septiembre de 1900-25 de noviembre de 1950) fue una actriz estadounidense del cine mudo, que actuó principalmente en películas de género dramático y romántico.
Su verdadero nombre era Elizabeth Barton (o Bartman), y nació en Little Rock, Arkansas. Betty actuó en muchas películas figurando en los títulos de crédito entre 1920 y 1934, año a partir del cual dejó el cine de manera definitiva. Su primer crédito data de la película de 1920 The Broadway Cowboy, título que no hizo demasiado para aumentar su popularidad. 
En 1923, fue seleccionada como una de las WAMPAS Baby Stars, aunque los estudios todavía la elegían en papeles secundarios. Sin embargo, Betty seguía intentando interpretar primeros papeles aunque lo consiguió raramente. 

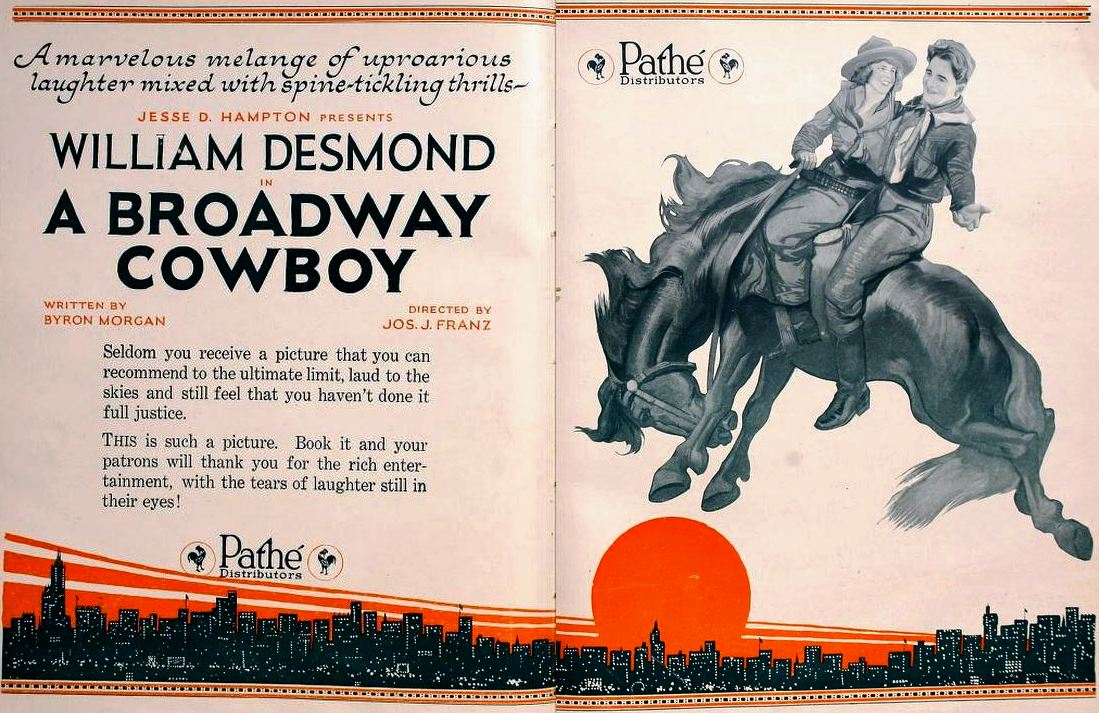
Anuncio a doble página de The Broadway Cowboy en la revista Motion Picture News del 19 de junio de 1920.

La actriz siguió trabajando tras la transición al cine sonoro, pero en esa época su nombre pasaba desapercibido y Betty, que hacía principalmente cine de "serie B", acabó siendo olvidada por la industria cinematográfica. Su última película fue Romance in the Rain (1934).
Betty, que era hermana de la actriz Evelyn Francisco, se casó con Fred Spradling, un corredor de bolsa, en 1930. 
Betty Francisco falleció a causa de un ataque cardiaco en su rancho de Corona, California, en 1950 y fue enterrada en el cementerio Forest Lawn Memorial Park en Glendale, California.